# Darryl Sydor
Pour les articles homonymes, voir Sydor.
Darryl Sydor (né le 13 mai 1972 à Edmonton dans la province de l'Alberta au Canada) est un joueur professionnel de hockey sur glace qui a la double nationalité américain-canadien.

## Carrière en club
Il commence sa carrière dans la ligue junior, dans la Ligue de hockey de l'Ouest en 1988 avec les Blazers de Kamloops. Après deux saisons, il est choisi lors du repêchage d'entrée dans la Ligue nationale de hockey par les Kings de Los Angeles en tant que septième choix de la première ronde. Il ne rejoint pas immédiatement la LNH mais continue encore deux saisons avec les Blazers. Il fait tout de même ses débuts dans la LNH en 1991 avec les Kings, jouant une vingtaine de matchs. Il gagne cette année-là, la Coupe Memorial avec les Blazers.
Il joue sa première saison complète dans la LNH en 1992-1993 mais ne parvient pas à être un élément clé de l'équipe. En 1996, il rejoint les Stars de Dallas. Il fait alors partie des quatre défenseurs principaux de l'équipe avec Derian Hatcher, Sergueï Zoubov et Richard Matvichuk et ensemble ils gagnent la Coupe Stanley en 1999.
Au cours de l'été 2003, il rejoint brièvement les Blue Jackets de Columbus mais finit la saison avec le Lightning de Tampa Bay. Il gagne alors sa seconde Coupe Stanley avec l'équipe 2003-2004 du Lightning. Il joue encore une saison avec le Lightning avant de retourner au sein de Dallas en juillet 2006, mois où il obtient également la nationalité américaine. Il ne reste qu'un an avec les Stars avant de signer en juillet 2007 dans l'effectif des Penguins de Pittsburgh pour deux ans. Avec l'équipe 2007-2008, il parvient à la finale de la Coupe Stanley. Il ne joue pas les premiers tours de la finale mais est appelé pour remplacer Kristopher Letang, joueur recrue de l'équipe, jugé trop juste pour les matchs contre les Red Wings de Détroit. Il vient apporter son expérience aux côtés de Ryan Whitney mais finalement l'équipe perd 4 matchs à 2 après avoir remporté le cinquième match de la finale sur la glace des Red Wings au bout de trois prolongations.
Il commence la saison suivante avec les Penguins mais peu utilisé par l'équipe, il retourne jouer avec les Stars en retour de Philippe Boucher. Il rejoint en tant qu'agent libre l'été suivant les Blues de Saint-Louis avec qui il reste durant une saison puis, le 13 juillet 2010, il se retire de la compétition.
L'annonce de son retrait en tant que joueur n'arrive pas seul, puisque le même jour, le Wild du Minnesota annonce son embauche en tant qu'entraîneur-adjoint.

## Statistiques
Pour les significations des abréviations, voir Statistiques du hockey sur glace.
| Saison     | Équipe                   | Ligue      |       | Saison régulière | Saison régulière | Saison régulière | Saison régulière | Saison régulière |   | Séries éliminatoires | Séries éliminatoires | Séries éliminatoires | Séries éliminatoires | Séries éliminatoires |
| Saison     | Équipe                   | Ligue      | PJ    | B                | A                | Pts              | Pun              | PJ               | B | A                    | Pts                  | Pun                  |                      |                      |
| 1988-1989  | Blazers de Kamloops      | LHOu       | 65    | 12               | 14               | 26               | 86               | 15               | 1 | 4                    | 5                    | 19                   |                      |                      |
| 1989-1990  | Blazers de Kamloops      | LHOu       | 67    | 29               | 66               | 95               | 129              | 17               | 2 | 9                    | 11                   | 28                   |                      |                      |
| 1990-1991  | Blazers de Kamloops      | LHOu       | 66    | 27               | 78               | 105              | 88               | 12               | 3 | 22                   | 25                   | 10                   |                      |                      |
| 1991-1992  | Blazers de Kamloops      | LHOu       | 29    | 9                | 39               | 48               | 43               | 17               | 3 | 15                   | 18                   | 18                   |                      |                      |
| 1991-1992  | Kings de Los Angeles     | LNH        | 18    | 1                | 5                | 6                | 22               | -                | - | -                    | -                    | -                    |                      |                      |
| 1992-1993  | Kings de Los Angeles     | LNH        | 80    | 6                | 23               | 29               | 63               | 24               | 3 | 8                    | 11                   | 16                   |                      |                      |
| 1993-1994  | Kings de Los Angeles     | LNH        | 84    | 8                | 27               | 35               | 94               | -                | - | -                    | -                    | -                    |                      |                      |
| 1994-1995  | Kings de Los Angeles     | LNH        | 48    | 4                | 19               | 23               | 36               | -                | - | -                    | -                    | -                    |                      |                      |
| 1995-1996  | Kings de Los Angeles     | LNH        | 58    | 1                | 11               | 12               | 34               | -                | - | -                    | -                    | -                    |                      |                      |
| 1995-1996  | Stars de Dallas          | LNH        | 26    | 2                | 6                | 8                | 41               | -                | - | -                    | -                    | -                    |                      |                      |
| 1996-1997  | Stars de Dallas          | LNH        | 82    | 8                | 40               | 48               | 51               | 7                | 0 | 2                    | 2                    | 0                    |                      |                      |
| 1997-1998  | Stars de Dallas          | LNH        | 79    | 11               | 35               | 46               | 51               | 17               | 0 | 5                    | 5                    | 14                   |                      |                      |
| 1998-1999  | Stars de Dallas          | LNH        | 74    | 14               | 34               | 48               | 50               | 23               | 3 | 9                    | 12                   | 16                   |                      |                      |
| 1999-2000  | Stars de Dallas          | LNH        | 74    | 8                | 26               | 34               | 32               | 23               | 1 | 6                    | 7                    | 6                    |                      |                      |
| 2000-2001  | Stars de Dallas          | LNH        | 81    | 10               | 37               | 47               | 34               | 10               | 1 | 3                    | 4                    | 0                    |                      |                      |
| 2001-2002  | Stars de Dallas          | LNH        | 78    | 4                | 29               | 33               | 50               | -                | - | -                    | -                    | -                    |                      |                      |
| 2002-2003  | Stars de Dallas          | LNH        | 81    | 5                | 31               | 36               | 40               | 12               | 0 | 6                    | 6                    | 6                    |                      |                      |
| 2003-2004  | Blue Jackets de Columbus | LNH        | 49    | 2                | 13               | 15               | 26               | -                | - | -                    | -                    | -                    |                      |                      |
| 2003-2004  | Lightning de Tampa Bay   | LNH        | 31    | 1                | 6                | 7                | 6                | 23               | 0 | 6                    | 6                    | 9                    |                      |                      |
| 2005-2006  | Lightning de Tampa Bay   | LNH        | 80    | 4                | 19               | 23               | 30               | 5                | 0 | 1                    | 1                    | 0                    |                      |                      |
| 2006-2007  | Stars de Dallas          | LNH        | 74    | 5                | 16               | 21               | 36               | 7                | 1 | 1                    | 2                    | 4                    |                      |                      |
| 2007-2008  | Penguins de Pittsburgh   | LNH        | 74    | 1                | 12               | 13               | 26               | 4                | 0 | 0                    | 0                    | 2                    |                      |                      |
| 2008-2009  | Penguins de Pittsburgh   | LNH        | 8     | 1                | 1                | 2                | 2                | -                | - | -                    | -                    | -                    |                      |                      |
| 2008-2009  | Stars de Dallas          | LNH        | 65    | 2                | 11               | 13               | 16               | -                | - | -                    | -                    | -                    |                      |                      |
| 2009-2010  | Blues de Saint-Louis     | LNH        | 47    | 0                | 8                | 8                | 15               | -                | - | -                    | -                    | -                    |                      |                      |
| Totaux LNH | Totaux LNH               | Totaux LNH | 1 291 | 98               | 409              | 507              | 755              | 155              | 9 | 47                   | 56                   | 73                   |                      |                      |

### Carrière internationale
Il représente le Canada lors des compétitions internationales suivantes :
| Année | Équipe | Compétition |   | PJ | B | A | Pts | Pun               |  | Résultat |
| 1992  | Canada | CM Jr.      | 7 | 3  | 1 | 4 | 4   | 6e place          |  |          |
| 1994  | Canada | CM          | 8 | 0  | 1 | 1 | 4   | Médaille d'or     |  |          |
| 1996  | Canada | CM          | 8 | 0  | 1 | 1 | 0   | Médaille d'argent |  |          |